# ميلودي (مغنية بلجيكية)
ميلودي هي مغنية بلجيكية، ولدت في 20 يناير 1977 في رنز في بلجيكا.

## وصلات خارجية
- ميلودي على موقع ميوزك برينز (الإنجليزية)
- ميلودي على موقع أول ميوزيك (الإنجليزية)
- ميلودي على موقع ديسكوغز (الإنجليزية)